# Elin Cullhed
Pour les articles homonymes, voir Cullhed.
Elin Cullhed, née en 1983 à Uppsala dans le comté du même nom en Suède, est une romancière suédoise, lauréate du prix August 2021 avec le roman Eufori.

## Biographie
Elin Cullhed naît à Uppsala en 1983. Après avoir été journaliste culturelle, notamment pour le quotidien Upsala Nya Tidning (sv), elle enseigne l'écriture créative au sein de la Folkuniversitetet (sv). Elle est mariée avec l'écrivain suédois Gunnar Ardelius (sv).
Elle débute comme romancière en 2016 avec la publication de son premier roman, Gudarna. En 2021, elle signe un second roman, Eufori, qui évoque les dernières années de la vie de la poétesse et romancière américaine Sylvia Plath,. Ce titre remporte le prix August la même année.

## Œuvre
- Gudarna (2016)
- Eufori (2021)

## Prix et distinctions notables
- Prix littéraire de la Föreningen Arbetarskrivare (sv) en 2015[4].
- Prix August 2021 avec le roman Eufori[5].